# 20th Century Fox Television
20th Century Fox Television (of 20th Television Fox) is een televisiedivisie van de filmstudio 20th Century Fox, beide onderdeel van News Corporation. 20th Century Fox Television produceert net als 20th Television televisieseries voor haar moederbedrijf, maar beide bedrijven werken afzonderlijk.
20th Century Fox Television werd opgericht in 1949, onder de naam TCF Television Productions, in een tijd dat andere studio's zich ook op televisieproducties gingen richten, naast films. In 1955 werd de naam gewijzigd. In 1986 nam het bedrijf de producties van Metromedia Producers Corporation over, en in 1998 de producties van MTM Enterprises.
In 1986 richtte News Corporation de zender FOX op. Sindsdien heeft 20th Century Fox Television vele televisieseries voor die zender (en enkele andere dochterzenders) geproduceerd.
20th Century Fox Home Entertainment is verantwoordelijk voor de dvd- en videodistributie van de televisieseries van 20th Century Fox Television.

## Programma's
Alle televisieprogramma's die geproduceerd worden en werden door 20th Century Fox Television:
- Crusade In Europe (1949)
- My Friend Flicka (1956-1958)
- Broken Arrow (1956-1960)
- Man Without A Gun (1957-1959)
- Five Fingers (1959-1960)
- Adventures in Paradise (1959-1962)
- The Many Loves of Dobie Gillis (1959-1963)
- Voyage to the Bottom of the Sea (1964-1968)
- Peyton Place (1964-1969)
- Daniel Boone (1964-1970)
- Lost in Space (1965-1968)
- The Fox Television Comedy Hour (1965-1995)
- Batman (1966-1968)
- Julia (1968-1971)
- Room 222 (1969-1974)
- Nanny and the Professor (1970-1971)
- M*A*S*H (1972-1983)
- Return to the Planet of the Apes (1975 - 1976)
- That's Hollywood (1976-1982)
- ABC Weekend Specials (1977-)
- James At 15 (1977-1978)
- The Paper Chase (1978-1986)
- Dance Fever (1979-1987)
- Trapper John, M.D. (1979-1986)
- Breaking Away (1980-1981)
- The Fall Guy (1981-1986)
- 9 to 5 (1982-1983, 1986-1988)
- Masquerade (1983-1984)
- Mr. Belvedere (1985-1990)
- The Wizard (1986-1987)
- L.A. Law (1986-1994)
- Hooperman (1987-1989)
- The Tracey Ullman Show (1987-1990)
- 21 Jump Street (1987-1991)
- America's Most Wanted (1988-)
- The Simpsons (1989-)
- COPS (1989-)
- Sister Kate (1989-1990)
- Anything But Love (1989-1992)
- Doogie Howser, M.D. (1989-1993)
- Good Grief (1990-1991)
- In Living Color (1990-1994)
- The Sunday Comics (1991-1992)
- Civil Wars (1991-1993)
- Silk Stalkings (1991-1999)
- Picket Fences (1992-1996)
- The X-Files (1993-2002)
- NYPD Blue (1993-2005)
- Chicago Hope (1994-2000)
- The Crew (1995-1996)
- Space: Above and Beyond (1995-1996)
- The Pretender (1996-2000)
- King of the Hill (1997-)
- 413 Hope St. (1997-1998)
- Nothing Sacred (1997-1998)
- The Visitor (1997-1998)
- Ally McBeal (1997-2002)
- Dharma & Greg (1997-2002)
- Buffy the Vampire Slayer (1997-2003)
- The Practice (1997-2004)
- The Big House (1998-)
- The Magic Hour (1998-1999)
- Holding the Baby (1998-1999)
- Two Guys, a Girl and a Pizza Place (1998-2001)
- The Hughleys (1998-2002)
- Martial Law (1998-2002)
- Judging Amy (1999-2005)
- Harsh Realm (1999-2000)
- Stark Raving Mad (1999-2000)
- Ally (1999-2000)
- Roswell (1999-2002)
- Family Guy (1999-2002, 2005-)
- Futurama (1999-2003)
- Angel (1999-2004)
- Greed (1999-2000)
- Malcolm in the Middle (2000-2006)
- Super Greed (2000)
- Reba (2001-2007)
- 24 (2001-2010)
- Star Wars: Clone Wars (2003-2005)
- My Name Is Earl (2005-2009)
- American Dad (2005-)
- Prison Break (2005-2009)
- The 1/2 Hour News Hour (2007-) (wordt uitgezonden op Fox News Channel)
- Enlisted (2014-)